# Краснозёмы
Краснозёмы (англ. red clay soils; ultisol — ультисоль) — тип почвы характерного красного цвета, распространённой в тропических странах, отличается повышенным содержанием оксидов железа и алюминия.
Почвы разных оттенков красного цвета составляют более трети площади педосферы. Они сосредоточены в основном в тропиках и субтропиках.

## Описание
Характерные особенности краснозёмов — высокое содержание окислов железа и алюминия, обеднённость основаниями и кремнезёмом, низкое содержание органического вещества. Механический состав — обычно тяжело-суглинистый или глинистый. Это кислые или слабокислые почвы. Из-за оксидов железа почва имеет красноватую или оранжевую окраску.
Этот тип почв характерен для субтропических широколиственных лесов, иногда краснозёмы встречаются в тропических саваннах.
Для Юго-Восточной Азии красноземы, согласно А. Н. Краснову, так же обычны, как чернозёмы для российских степей.
Подобные почвы распространены в Китае, во Вьетнаме, в Японии, на востоке Австралии, юго-востоке США, в Бразилии, Уругвае, в Африке и на острове Мадагаскар, на юге Франции, в Италии, Испании. На территории бывшего СССР краснозёмы встречаются в Грузии и Азербайджане. В России встречаются на территории Большого Сочи вплоть до российско-абхазской границы.